# Kenji Sōda
Kenji Sōda (宗田研二?, Sōda Kenji; 12 febbraio 1948) è un ex cestista giapponese.

## Carriera
Con il Giappone ha partecipato ai Giochi olimpici di Monaco 1972 e ai Campionati del mondo del 1967.